# Стерегущий (эсминец, 1905)
«Стерегущий» — эскадренный миноносец (до 27 сентября (10 октября) 1907 года — минный крейсер) типа «Украйна».

## История строительства
Заложен 7 августа 1904 года, 21 марта 1905 года зачислен в списки Балтийского флота. 21 июля 1905 года спущен на воду, 4 мая 1906 года завершены приёмные испытания.
Назван в честь героически погибшего в русско-японскую войну миноносца «Стерегущий».

## История службы
С 1905 по 1908 год входил в состав Практического отряда обороны побережья Балтийского моря. До 1907 года классифицировался как минный крейсер. С 1909 года включён в  состав 1-й минной дивизии. Прошел капитальный ремонт корпуса в 1909-1910 годах.
Во время Первой мировой войны входил в состав 6-го дивизиона минной дивизии. Принимал участие в набеговых операциях на коммуникации и дозоры противника, обороне Курляндского побережья и Рижского залива, минных постановках в юго-восточной и центральной частях Балтийского моря, эскортировал и осуществлял противолодочную оборону главных сил флота. С 8 по 21 августа 1915 года участвовал в Ирбенской операции. В 1916 году прошел модернизацию.
Принимал участие в февральской революции. С 12 по 19 октября 1917 года участвовал в Моонзундской операции. 7 ноября 1917 года вошел в состав Красного Балтийского флота.
Подписание Брест-Литовского мира застало корабль в Гельсингфорсе. Принимал участие в Ледовом походе.
В дальнейшем находился на Балтийском заводе. Разобран в 1924 году.

## Командиры
- Плансон Константин Антонович — 1905 год
- Григоров Николай Митрофанович — с 1907 года по 1910 года
- Азарьев Николай Николаевич — с 7 декабря 1915 года по 1917 год